# Orangerie abbatiale
L'orangerie abbatiale ou plus simplement orangerie de la basilique Saint-Denis ainsi que sa dépendance ont été construites à la fin du XVIIIe siècle dans le jardin à l'est du chevet. Ces bâtiments servent actuellement de dépôt lapidaire pour une grande partie des éléments découverts lors de fouilles archéologiques dans la ville. 

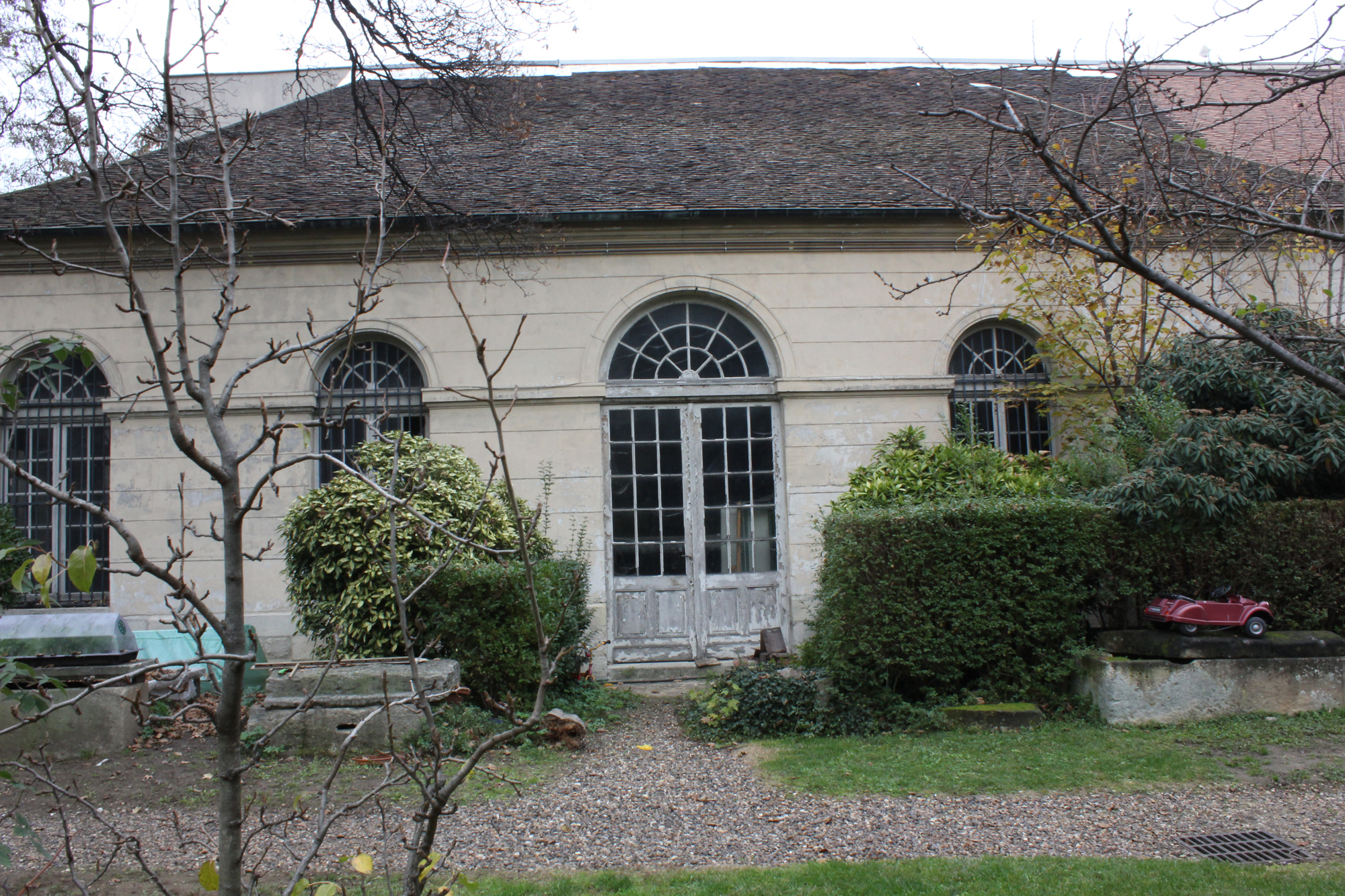
Orangerie abbatiale de la basilique Saint-Denis

## Architecture
Le bâtiment de plain-pied, construit en tuf, propose une façade percée en son centre par une double porte vitrée en plein cintre et encadrée de deux fenêtres de chaque côté, également en plein cintre. La façade est animée par une moulure horizontale assez fine et un fin bossage continu, également horizontal. L'aspect bas et allongé du bâtiment est accentué par un toit en pagode couvert de tuiles. 
Le bâtiment et sa dépendance sont regroupés sous la dénomination d'orangerie, bien que le bâtiment n'ait jamais eu cette fonction. L'orangerie sert actuellement de dépôt lapidaire pour les fragments et pièces d'architectures découverts lors de fouilles archéologiques depuis le XIXe siècle jusqu'à nos jours. 

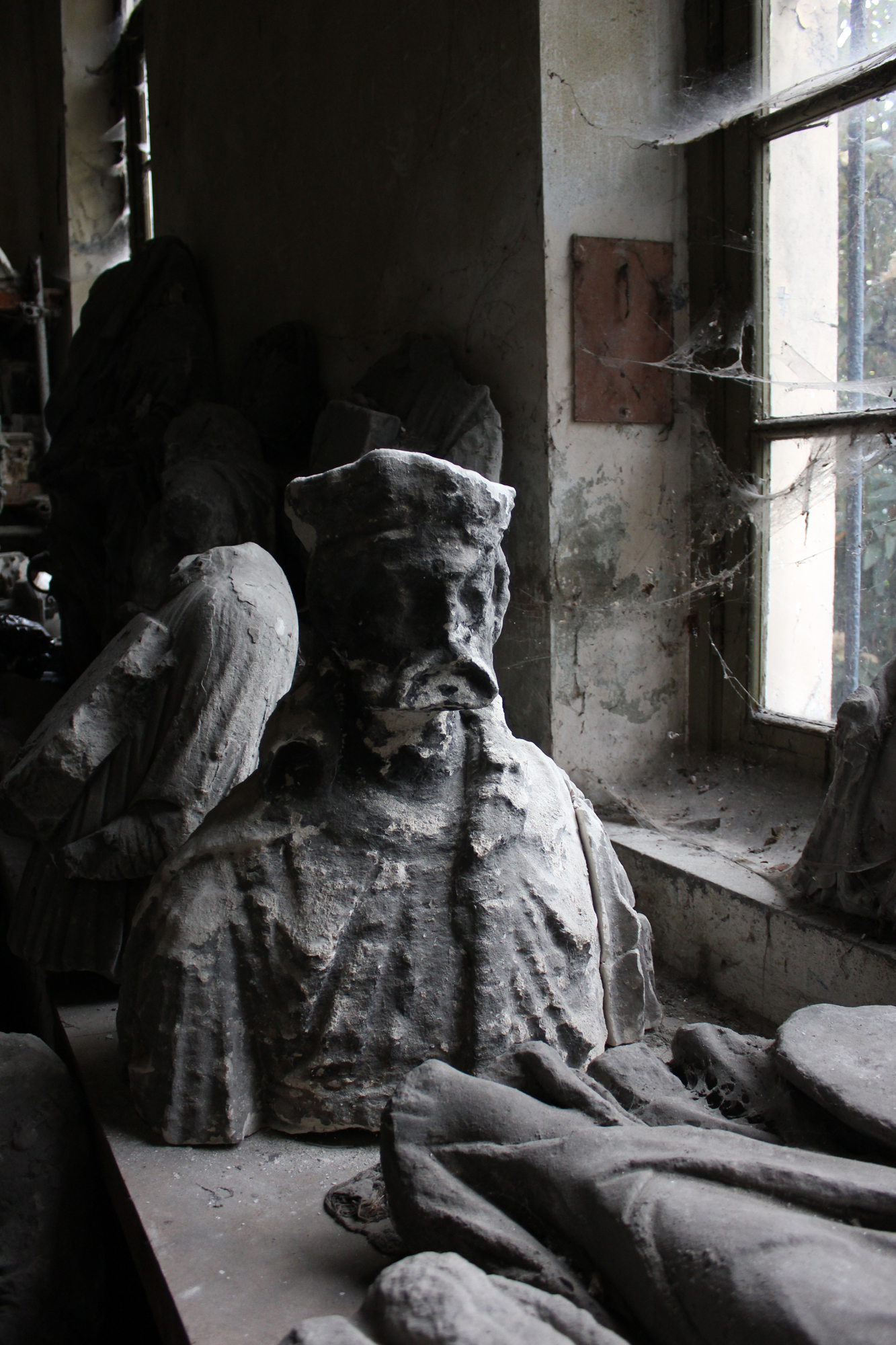
Statue de roi non identifié conservée à l'orangerie de l'abbatiale Saint-Denis.

Parmi la multitude d'objets déposés, certains sont remarquables soit par leur qualité, soit par leur histoire. On trouve ainsi une grande vasque de moines du XIIe siècle, de 3,80 m de diamètre, munie de petits écoulements alternés de mascarons anthropomorphes. Il y a également des clochetons issus du transept de la basilique, la flèche du bras nord du transept, des chapiteaux et des bases de colonnes, dont certains datent de l'époque carolingienne, des moulages, des pierres d'assise et des sculptures variées de saints et d'anciens souverains et princes. 
« Ce pourrait être le fonds d’un musée de l’œuvre de la basilique. Il y a ici plusieurs centaines d’objets », indique Serge Santos, administrateur de la basilique, au Journal de Saint-Denis. Actuellement fermé à la visite (à l'exception des journées du patrimoine), le contenu du dépôt lapidaire pourrait constituer le noyau de la constitution d'un musée de l'abbaye et un centre d'interprétation semblable à ceux existant à l'abbaye de Westminster. 